# Gabriel Betancourt (Gabryel Beth)
Gabryel Beth (nacido como Gabriel Betancourt Falcón, el 3 de octubre de 2010 en Caracas, Venezuela) es una personalidad del medio digital venezolano. Es conocido por crear contenido en plataformas como YouTube, Instagram y TikTok, y por ser parte del staff de Fede Vigevani en su servidor de Discord.

## Reseña biográfica
Gabryel Beth es un joven creador de contenido digital que ha ganado popularidad en plataformas como YouTube, Instagram y TikTok. Con una presencia en línea en constante crecimiento, ha logrado establecerse como una figura destacada en la comunidad digital venezolana. A través de su contenido, Gabryel Beth ha demostrado su creatividad y habilidad para conectar con su audiencia.

## Círculo Social
Gabryel Beth mantiene relaciones con otros creadores de contenido digital y personalidades en línea, incluyendo:
- Fede Vigevani: Youtuber y creador de contenido digital
- La Vecibanda: Grupo de creadores de contenido digital
- Lukas Urkijo: Actor y creador de contenido digital colombiano

Estas relaciones han permitido a Gabryel Beth colaborar en proyectos y expandir su alcance en la comunidad digital.